# Tour de Lombardie 1918
La 14e édition de la course cycliste, le Tour de Lombardie a eu lieu le 10 novembre 1918 et a été remportée par l'Italien Gaetano Belloni. Belloni avait déjà remporté le Tour de Lombardie 1915 et Milan-San Remo l'année précédente.

## Classement final
| \| 1. Gaetano Belloni \| Italie \| en \| 7 h 08 min \| \| 2. Alfredo Sivocci \| Italie \| + \| m.t. \| \| 3. Carlo Galetti \| Italie \| \| m.t. \| \| 4. Alexis Michiels \| Belgique \| \| m.t. \| \| 5. Leopoldo Torricelli \| Italie \| \| m.t. \| \| 6. Giuseppe Azzini \| Italie \| \| m.t. \| \| 7. Clemente Canepari \| Italie \| \| m.t. \| \| 8. Lauro Bordin \| Italie \| \| m.t. \| \| 9. Romeo Poid \| Italie \| \| m.t. \| \| 10. Arturo Ferrario \| Italie \| \| m.t. \| |          |    |            |
| 1. Gaetano Belloni | Italie   | en | 7 h 08 min |
| 2. Alfredo Sivocci | Italie   | +  | m.t.       |
| 3. Carlo Galetti | Italie   |    | m.t.       |
| 4. Alexis Michiels | Belgique |    | m.t.       |
| 5. Leopoldo Torricelli | Italie   |    | m.t.       |
| 6. Giuseppe Azzini | Italie   |    | m.t.       |
| 7. Clemente Canepari | Italie   |    | m.t.       |
| 8. Lauro Bordin | Italie   |    | m.t.       |
| 9. Romeo Poid | Italie   |    | m.t.       |
| 10. Arturo Ferrario | Italie   |    | m.t.       |